# World of Warcraft: Battle for Azeroth
World of Warcraft: Battle for Azeroth es la séptima expansión del videojuego multijugador masivo en línea (MMORPG) World of Warcraft, siguiendo a los acontecimientos de Legión. Se anunció en la BlizzCon del año 2017 el 3 de noviembre de 2017. Estuvo disponible para preordenar desde el 30 de enero de 2018, y se lanzó al mercado el 14 de agosto del año 2018.
La expansión elevará el límite de nivel desde 110 a 120, introducirá los continentes de Kul Tiras y Zandalar, agregará mazmorras o calabozos e búsquedas o misiones, agregará bandos de guerra (20 jugadores para el modo PvE contra NPC de facciones opuestas), agregará islas desconocidas e introducirá cuatro razas aliadas tanto para la Alianza como para la Horda.

## Jugabilidad
La expansión permite a los jugadores subir de nivel hasta el nivel 120, un aumento desde el límite de nivel de 110 en la anterior expansión Legión. Inicialmente, habrá diez mazmorras incluidas con 8.0 con versiones Mythic Plus de las mazmorras y la primera búsqueda o misión, Uldir, estará disponible poco después del lanzamiento del videojuego. Después del comienzo de las preordenes y el lanzamiento de cuatro razas aliadas en enero de 2018, el número de ranuras de personajes por servidor aumentó de 12 a 16. La cantidad de ranuras disponibles en la mochila del jugador, que se ha corregido a 16 ranuras desde el lanzamiento del juego en 2004, también recibirá un aumento si un autenticador está conectado a una cuenta.

### Cambios en la jugabilidad

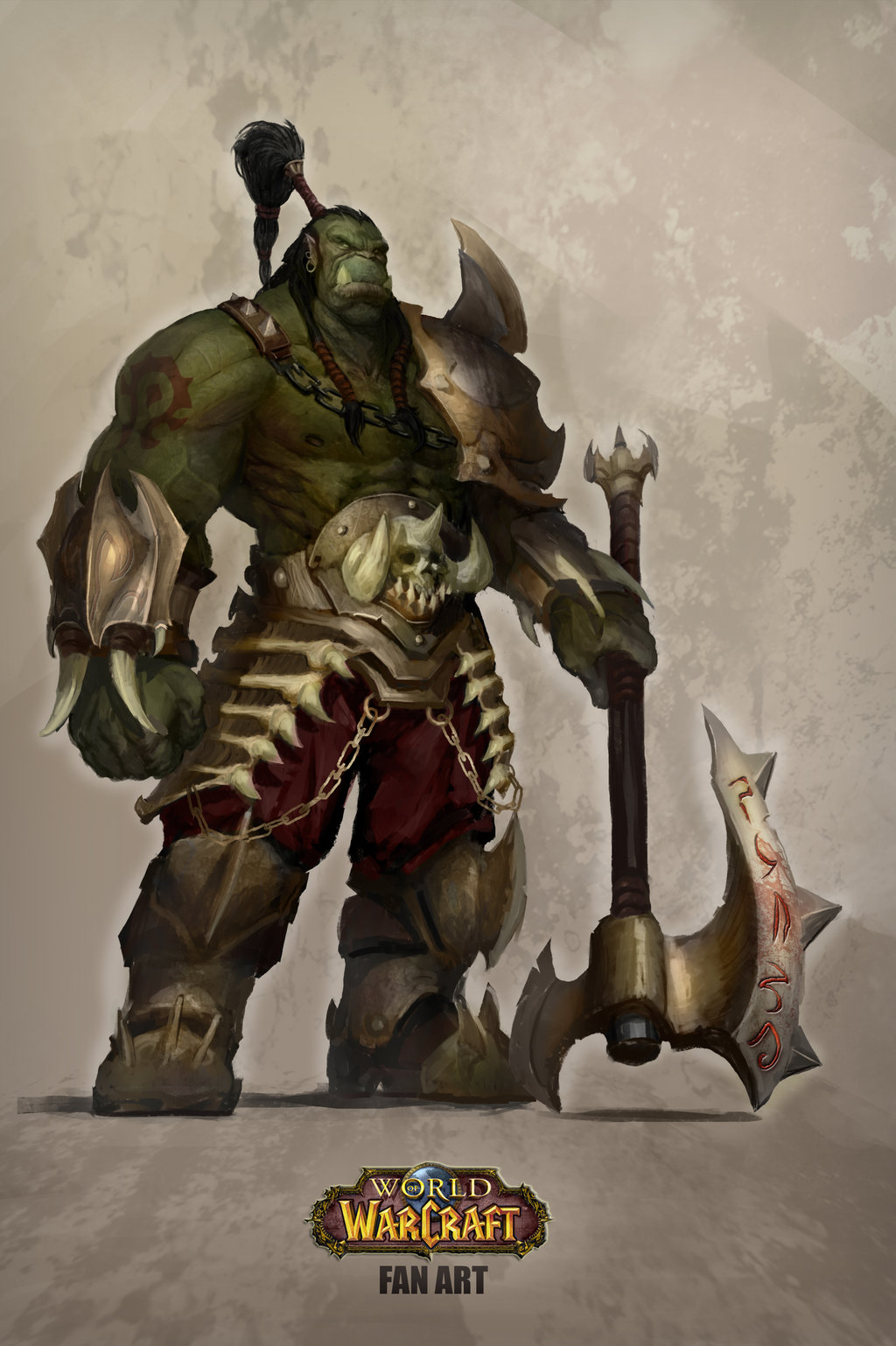
Los Orcos controlan su propio continente en Battle for Azeroth, en la expansión están disponibles nuevos tipos de orcos y nuevas mecánicas para su raza

Habrá un desplazamiento de la mezcla de estadísticas y el tema de bajar los números que se utilizan en el juego, siendo un ejemplo de un objeto legendario escala para Antorus: El Trono Ardiente (el ataque final para la legión ) se redujo de nivel de artículo 1000 a 330. Los únicos aficionados a voluntad ser agregado de nuevo; estos buffs son específicos de su clase, es decir, el Brillo Arcano de los magos, la Marca de lo salvaje de los druidas, etc. La forja de los titanes -algo que permite que un objeto sea más poderoso que lo normal- todavía está en el videojuego; sin embargo, si el objeto es uno de los afectados por el Corazón de Azeroth, entonces ese objeto no puede ser forjado.
También se realizarán cambios a la nivelación en el contenido publicado antes de Warlords of Draenor. La tecnología de escala de nivel introducida en Legion no solo continuará en los nuevos continentes de Kul Tiras y Zandalar, sino que también se aplicará al contenido de expansiones previas, lo que permitirá utilizar brackets de mayor nivel para zonas de menor nivel. Algunos ejemplos incluyen una zona como Westfall con su nivel de soporte (en 10-15 a partir de Legion ) aumentado a 10-60, mientras que los continentes como Tierras devastadas y Rasganorte ahora compartirán un mismo nivel de 60-80. El objetivo de este cambio es alentar la elección de más jugadores durante la nivelación y permitir a los jugadores experimentar la historia completa de una zona en particular sin sobrecargar las misiones relevantes. La escala de nivel estuvo disponible con Legion desde el parche 7.3.5.
No habrá tantos cambios de clase en Battle for Azeroth como hubo para Legion, con algunas excepciones notables. "Habrá mucho más para compartir en el futuro", dijo Ion Hazzikostas, "pero en términos generales, habrá menos cambios de clase que en Legión. No todos los experimentos tuvieron éxito (es decir, Demonology Warlocks). La ejecución de Survival Hunter necesita trabajo pero estamos comprometidos con el cazador de cuerpo a cuerpo".

### Corazón de Azeroth
El Corazón de Azeroth es un artefacto dado al personaje del jugador como alma mundial a través de Magni Barbabronce. Es un collar que puede utilizar el poder de Azerita, un mineral que proviene de la esencia del alma mundial. El Azerita tiene una función similar al poder de artefacto de la Legión, ya que se recolecta normalmente al jugar y se usa para actualizar un artefacto; del mismo modo, el Corazón es similar en función a las armas de artefactos de la Legión al tener la capacidad de ser actualizado constantemente. Sin embargo, a diferencia de las armas de los artefactos, el Corazón se comparte con todas las especializaciones del jugador. A medida que se adquiera más azerita, el jugador podrá actualizar ciertas piezas de equipo.

### Razas aliadas
Las razas aliadas, que antes eran facciones neutrales de Azeroth, pueden ser reclutadas completando las cadenas de misiones. Cuatro de estas clases se desbloquearon cuando la expansión estuvo disponible para preordenar en enero de 2018, y cuatro más se agregarán después del lanzamiento del videojuego.
La Alianza podrá desbloquear a los elfos del vacío (elfos de sangre exiliados que pueden aprovechar la magia de las sombras, entrenados por Alleria Windrunner después de sus experiencias en Argus), draenei forjados con la luz (miembros draenei del Ejército de la Luz que lucharon contra la Legión en Argus), Enanos Hierro Negro (una subraza de los enanos del juego de Forjaz) y humanos de Kul Tiras (versiones más grandes y musculosas de los humanos).
La Horda tiene acceso a los Nato Nocturno (antiguos elfos de la noche de Suramar), los Tauren Alta Montaña (primos con cuernos de alce de los tauren de Mulgore), los Zandalari (progenitores de todos los trolls de Azeroth) y los orcos Mag' har (sobrevivientes de la Horda de Hierro de Warlords of Draenor).
Cuando una raza aliada ha sido desbloqueada, los nuevos personajes de esa raza comenzarán en el nivel 20. Si un jugador nivela una raza aliada hasta el nivel máximo, sin usar aumentos de personaje, será recompensado con una "Armadura de herencia" única. Una transfiguración que refleja la tradición única detrás de la raza, pero que está limitada para su uso de esa raza. Hacer las misiones para desbloquear las clases aliadas también desbloqueará monturas únicas de las razas para el uso de los personajes de su facción. Los elfos del vacío, draenei forjados por la luz, Tauren alta Montaña y Nato Nocturno, como razas atadas a la historia de 'Legión', que estuvieron disponibles con la pre-compra el 30 de enero de 2018. Los enanos Hierro Negro y los orcos Mag'har estarán disponibles al completar la "Campaña de Guerra" en Kul Tiras y Zandalar, y los humanos Kul Tiranos y los Zandalari estarán disponibles más adelante en la expansión. El director del videojuego Ion Hazzikostas también indicó que Razas aliadas adicionales podrían estar disponibles en el futuro.

### Frentes de Guerra
Las Frentes de Guerra serán una nueva forma de contenido PvE para 20 jugadores. Funcionarán de manera similar a los campos de batalla pero con más enfoque en la construcción de bases, la captura y el control del territorio y el control de recursos para centrarse en las raíces de la estrategia en tiempo real de Warcraft. Los frentes de guerra no siempre estarán activos regularmente ya que habrá una acumulación para cada uno.

### Expediciones de la isla
Similar a los escenarios de 3 jugadores en Mists of Pandaria, las expediciones en la isla son una nueva forma de contenido para 3 jugadores que proporcionará desafíos dinámicos que implican luchar contra un grupo de PNJ o jugadores IA avanzados para recolectar recursos de la isla.

### Conjunto de reglas PvP
La expansión trae un cambio importante en el conjunto de reglas PvP en cada reino. Cada reino por defecto solo permitirá a los jugadores atacar a los PNJ en el mundo abierto, con jugadores capaces de alternar con el PvP si desean poder atacar a la otra facción. Se otorgarán recompensas adicionales por estar en el mundo abierto mientras PvP esté habilitado.
Un nuevo campo de batalla llamado Seething Shore fue visto previamente en el parche 7.3.5 de Legion. Se encuentra en Silithus y se estableció después de la búsqueda o misión de Antorus; involucra a jugadores que luchan para tomar el control de los recursos de Azerita en ubicaciones aleatorias. Fue el primer campo de batalla añadido al juego desde Nieblas de Pandaria en el año 2012.
Los servidores de rol (RP) no se comportarán del mismo modo que los servidores normales. El director del videojuego dijo: "El comportamiento predeterminado para los servidores de RP en Battle for Azeroth será que las personas que marcan PvP verán a otros jugadores marcados en el mismo servidor. No queremos dividir las comunidades de RP".

### Arte
Los brujos obtendrán nuevos efectos de hechizo; todas las demás clases recibieron nuevos efectos en Legion. Todos los orcos machos podrán alternar entre la postura inicial encorvada y estar de pie utilizando una barbería, pero las otras razas no podrán alternar entre las dos posturas. Habrá nuevas formas de druida para las razas aliadas, como un druida trol Zandalari que tendrá una forma de viaje basada en las rapaces.

## Argumento
Tras los acontecimientos de la Legión, los comienzos de un nuevo conflicto entre la Alianza y la Horda se inician, el Árbol de la vida Teldrassil es incendiado por la Horda, y la capital de los Renegados es tomada por la Alianza, dejando a Kalimdor bajo el completo control de la Horda, y a los Reinos del Este bajo el control de la Alianza. Battle for Azeroth lleva a las dos facciones a los continentes de Kul Tiras y Zandalar para reclutar nuevos aliados con el fin de cambiar las tornas de la guerra.

## Configuración
El juego se desarrolla inmediatamente después de los eventos de Legion. Se han agregado dos continentes dentro del Gran Mar entre los Reinos del Este y Kalimdor: Kul Tiras, uno de los principales reinos humanos, y Zandalar, la tierra natal de los troles de Azeroth. Mientras que la Alianza y la Horda viajarán inicialmente a un continente respectivamente, ambos continentes estarán disponibles para ambas facciones en el nivel 120.

### Kul Tiras
La nación humana de Kul Tiras será el lugar principal para los personajes de la Alianza en la expansión. Esta se divide en tres zonas: Tiragarde Sound (que alberga la capital de la Alianza de Boralus), Drustvar y Stormsong Valley.

### Zandalar
El imperio troll de Zandalar será el lugar principal para los personajes de la Horda en la expansión. Como Kul Tiras, también se divide en tres zonas: Zuldazar (que alberga la capital de la Horda de Dazar'alor), Nazmir y Vol'dun.

## Desarrollo
Battle for Azeroth comenzó a realizar pruebas alfa restringidas a principios de febrero del año 2018. Las pruebas Beta comenzaron a finales de abril de 2018.

## Recepción
World of Warcraft: Battle for Azeroth recibió generalmente críticas positivas por parte de la crítica especializada.

### Ventas
La expansión vendió más de 3.4 millones de unidades en su primer día de lanzamiento según Blizzard, lo que la convierte en la expansión de World of Warcraft de mayores ventas.